# Ørum Sogn (Viborg Kommune)
 For alternative betydninger, se Ørum Sogn. (Se også artikler, som begynder med Ørum Sogn)
Ørum Sogn er et sogn i Viborg Østre Provsti (Viborg Stift).
I 1800-tallet var Viskum Sogn og Vejrum Sogn annekser til Ørum Sogn. Alle 3 sogne hørte til Sønderlyng Herred i Viborg Amt. Ørum-Viskum-Vejrum sognekommune blev ved kommunalreformen i 1970 indlemmet i Tjele Kommune, som ved strukturreformen i 2007 indgik i Viborg Kommune.
I Ørum Sogn ligger Ørum Kirke.
I sognet findes følgende autoriserede stednavne:
- Hulbæk (bebyggelse, ejerlav)
- Hulbæk Hede (bebyggelse)
- Mollerup (bebyggelse, ejerlav)
- Overgårde (bebyggelse)
- Velds (bebyggelse, ejerlav)
- Velds Huse (bebyggelse)
- Ørum (bebyggelse, ejerlav)
- Ørum Hede (bebyggelse)
- Ørum Nørremark (bebyggelse)
- Ørum Søndermark (bebyggelse)